# محمود أبو الدهب
محمود أبو الدهب (محمود أبو الدهب؛ وُلد في 23 فبراير 1970) هو لاعب كرة قدم مصري سابق، لعب في مركز قلب الدفاع.

## المسيرة الدولية
شارك أبو الدهب في عدة مباريات مع منتخب مصر لكرة القدم، من بينها تصفيات كأس الأمم الأفريقية 1996، حيث سجل أربعة أهداف رغم مركزه الدفاعي. غاب عن النهائيات بسبب الإصابة. كانت آخر مشاركة له مع المنتخب في نوفمبر 1999 أمام غانا تحت قيادة المدرب جيرار جيلي.

### أهدافه الدولية
جميع النتائج تُدرج أهداف مصر أولاً.
| # | التاريخ       | الملعب                               | المنافس | الهدف | النتيجة | البطولة                         |
| - | ------------- | ------------------------------------ | ------- | ----- | ------- | ------------------------------- |
| 1 | 7 أبريل 1995  | ستاد الإسكندرية، الإسكندرية، مصر     | السودان | 1–0   | 3–1     | تصفيات كأس الأمم الأفريقية 1996 |
| 2 | 22 أبريل 1995 | الملعب الوطني، دار السلام، تنزانيا   | تنزانيا | 1–0   | 2–1     | تصفيات كأس الأمم الأفريقية 1996 |
| 3 | 22 أبريل 1995 | الملعب الوطني، دار السلام، تنزانيا   | تنزانيا | 2–0   | 2–1     | تصفيات كأس الأمم الأفريقية 1996 |
| 4 | 4 يونيو 1995  | ستاد أديس أبابا، أديس أبابا، إثيوبيا | إثيوبيا | 1–0   | 2–0     | تصفيات كأس الأمم الأفريقية 1996 |

## البطولات والألقاب
مع الأهلي
- الدوري المصري الممتاز (3): 1994–95، 1995–96، 1996–97
- كأس مصر (1): 1995–96

## وصلات خارجية
- Mahmoud Abou El Dahb – سجل منافسات الفيفا
- محمود أبو الدهب على فرق كرة القدم الوطنية.كوم